# Atletism la Jocurile Olimpice de vară din 1992
Probele sportive de atletism la Jocurile Olimpice de vară din 1992 s-au desfășurat în perioada 31 iulie - 9 august 1992 la Barcelona, Spania. Au fost 43 de probe sportive, în care au concurat 1725 de sportivi, din 156 de țări.

## Stadionul Olympic
Probele au avut loc pe Stadionul Olympic de Montjuïc. Acesta a fost inaugurat în anul 1929 și renovat în anul 1989.

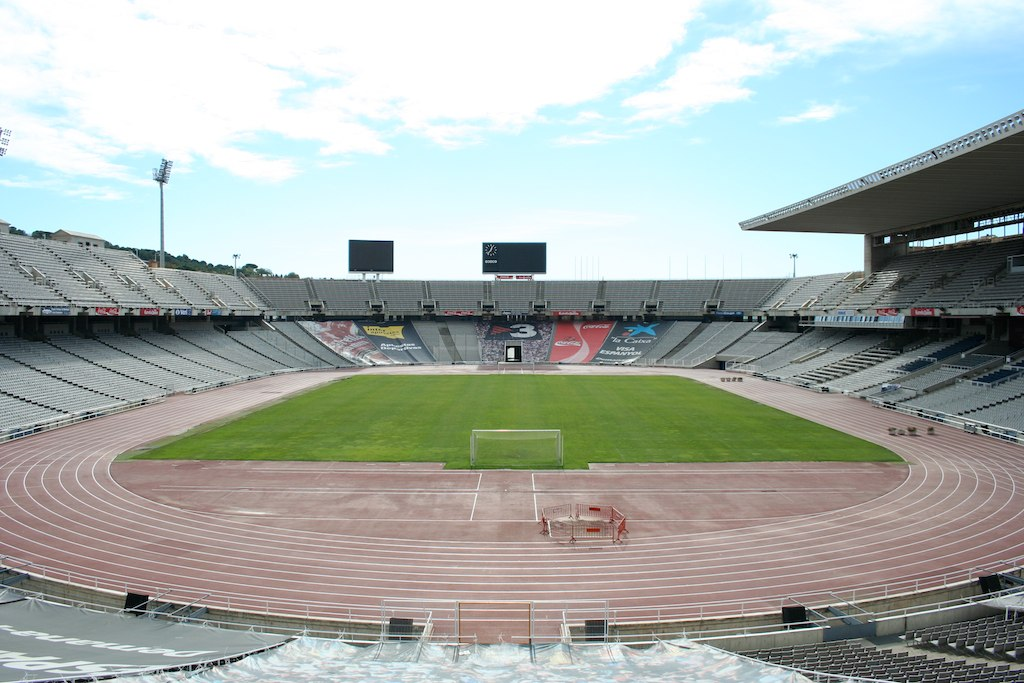
Stadionul Olimpic

## Probe sportive

### Masculin
| Probă sportivă               | Aur | Aur        | Argint                                                                                            | Argint   | Bronz | Bronz    |
| 100 m detalii                | Linford Christie (GBR) | 9,96       | Frankie Fredericks (NAM)                                                                          | 10,02    | Dennis Mitchell (USA)                                                                                                 | 10,04    |
| 200 m detalii                | Michael Marsh (USA) | 20,01      | Frankie Fredericks (NAM)                                                                          | 20,13    | Michael Bates (USA)                                                                                                   | 20,38    |
| 400 m detalii                | Quincy Watts (USA) | 43,50 (OR) | Steve Lewis (USA)                                                                                 | 44,21    | Samson Kitur (KEN) | 44,24    |
| 800 m detalii                | William Tanui (KEN) | 1:43,66    | Nixon Kiprotich (KEN)                                                                             | 1:43,70  | Johnny Gray (USA) | 1:43,97  |
| 1500 m detalii               | Fermín Cacho (ESP) | 3:40,12    | Rachid El Basir (MAR)                                                                             | 3:40,62  | Mohamed Suleiman (QAT)                                                                                                | 3:40,69  |
| 5000 m detalii               | Dieter Baumann (GER) | 13:12,52   | Paul Bitok (KEN)                                                                                  | 13:12,71 | Fita Bayisa (ETH) | 13:13,03 |
| 10.000 m detalii             | Khalid Skah (MAR) | 27:46,70   | Richard Chelimo (KEN)                                                                             | 27:47,72 | Addis Abebe (ETH) | 28:00,07 |
| 110 m garduri detalii        | Mark McKoy (CAN) | 13,12      | Tony Dees (USA)                                                                                   | 13,24    | Jack Pierce (USA) | 13,26    |
| 400 m garduri detalii        | Kevin Young (USA) | 46,78 RM   | Winthrop Graham (JAM)                                                                             | 47,66    | Kriss Akabusi (GBR)                                                                                                   | 47,82    |
| 3.000 m obstacole detalii    | Matthew Birir (KEN) | 8:08,84    | Patrick Sang (KEN)                                                                                | 8:09,55  | William Mutwol (KEN)                                                                                                  | 8:10,74  |
| 4×100 m detalii              | Statele Unite ale Americii (USA) · Michael Marsh · Leroy Burrell · Dennis Mitchell · Carl Lewis · James Jett*                      | 37,40 RM   | Nigeria (NGR) · Oluyemi Kayode · Chidi Imoh · Olapade Adeniken · Davidson Ezinwa · Osmond Ezinwa* | 37,98    | Cuba (CUB) · Andrés Simón · Joel Lamela · Joel Isasi · Jorge Aguilera                                                 | 38,00    |
| 4×400 m detalii              | Statele Unite ale Americii (USA) · Andrew Valmon · Quincy Watts · Michael Johnson · Steve Lewis · Darnell Hall* · Charles Jenkins* | 2:55,74 RM | Cuba (CUB) · Lázaro Martínez · Héctor Herrera · Norberto Téllez · Roberto Hernández               | 2:59,51  | Marea Britanie (GBR) · Roger Black · David Grindley · Kriss Akabusi · John Regis · Du'aine Ladejo* · Mark Richardson* | 2:59,73  |
| Maraton detalii              | Hwang Young-Cho (KOR) | 2:13:23    | Koichi Morishita (JPN)                                                                            | 2:13:45  | Stephan Freigang (GER)                                                                                                | 2:14:00  |
| 20 km marș detalii           | Daniel Plaza (ESP) | 1:21,25    | Guillaume LeBlanc (CAN)                                                                           | 1:22,25  | Giovanni De Benedictis (ITA)                                                                                          | 1:23,11  |
| 50 km marș detalii           | Andrei Perlov (EUN) | 3:50,13    | Carlos Mercenario (MEX)                                                                           | 3:52,09  | Ronald Weigel (GER)                                                                                                   | 3:53,45  |
| Săritura în înălțime detalii | Javier Sotomayor (CUB) | 2,34 m     | Patrik Sjöberg (SWE)                                                                              | 2,34 m   | Hollis Conway (USA)                                                                                                   | 2,34 m   |
| Săritura în înălțime detalii | Javier Sotomayor (CUB) | 2,34 m     | Patrik Sjöberg (SWE)                                                                              | 2,34 m   | Tim Forsyth (AUS) | 2,34 m   |
| Săritura în înălțime detalii | Javier Sotomayor (CUB) | 2,34 m     | Patrik Sjöberg (SWE)                                                                              | 2,34 m   | Artur Partyka (POL)                                                                                                   | 2,34 m   |
| Săritura cu prăjina detalii  | Maksim Tarasov (EUN) | 5,80 m     | Igor Trandenkov (EUN)                                                                             | 5,80 m   | Javier García (ESP)                                                                                                   | 5,75 m   |
| Săritura în lungime detalii  | Carl Lewis (USA) | 8,67 m     | Mike Powell (USA)                                                                                 | 8,64 m   | Joe Greene (USA) | 8,34 m   |
| Triplusalt detalii           | Mike Conley (USA) | 18,17 m w  | Charles Simpkins (USA)                                                                            | 17,60 m  | Frank Rutherford (BAH)                                                                                                | 17,36 m  |
| Aruncarea greutății detalii  | Mike Stulce (USA) | 21,70 m    | Jim Doehring (USA)                                                                                | 20,96 m  | Veaceslav Lîho (EUN)                                                                                                  | 20,94 m  |
| Aruncarea discului detalii   | Romas Ubartas (LTU) | 65,12 m    | Jürgen Schult (GER)                                                                               | 64,94 m  | Roberto Moya (CUB) | 64,12 m  |
| Aruncarea ciocanului detalii | Andrei Abduvaliev (EUN) | 82,54 m    | Igor Astapkovici (EUN)                                                                            | 81,96 m  | Igor Nikulin (EUN) | 81,38 m  |
| Aruncarea suliței detalii    | Jan Železný (TCH) | 89,66 m    | Seppo Räty (FIN)                                                                                  | 86,60 m  | Steve Backley (GBR)                                                                                                   | 83,38 m  |
| Decatlon detalii             | Robert Změlík (TCH) | 8611       | Antonio Peñalver (ESP)                                                                            | 8412     | Dave Johnson (USA) | 8309     |

* Atletul a concurat doar în etapele calificatorii, dar nu și în finală

### Feminin
| Probă sportivă               | Aur | Aur      | Argint | Argint   | Bronz                                                                                  | Bronz    |
| 100 m detalii                | Gail Devers (USA) | 10,82    | Juliet Cuthbert (JAM) | 10,83    | Irina Privalova (EUN)                                                                  | 10,84    |
| 200 m detalii                | Gwen Torrence (USA) | 21,81    | Juliet Cuthbert (JAM) | 22,02    | Merlene Ottey (JAM)                                                                    | 22,09    |
| 400 m detalii                | Marie-José Pérec (FRA) | 48,83    | Olga Brîzhina (EUN) | 49,05    | Ximena Restrepo (COL)                                                                  | 49,64    |
| 800 m detalii                | Ellen van Langen (NED) | 1:55:54  | Lilia Nurutdinova (EUN) | 1:55:99  | Ana Fidelia Quirot (CUB)                                                               | 1:56,80  |
| 1500 m detalii               | Hassiba Boulmerka (ALG) | 3:55,30  | Liudmila Rogaciova (EUN) | 3:56,91  | Qu Yunxia (CHN)                                                                        | 3:57,08  |
| 3000 m detalii               | Elena Romanova (EUN) | 8:46,04  | Tetiana Dorovskîh (EUN) | 8:46,85  | Angela Chalmers (CAN)                                                                  | 8:47,22  |
| 10.000 m detalii             | Derartu Tulu (ETH) | 31:06,02 | Elana Meyer (RSA) | 31:11,75 | Lynn Jennings (USA)                                                                    | 31:19,89 |
| 100 m garduri detalii        | Voula Patoulidou (GRE) | 12,64    | LaVonna Martin (USA) | 12,69    | Iordanka Donkova (BUL)                                                                 | 12,70    |
| 400 m garduri detalii        | Sally Gunnell (GBR) | 53,23    | Sandra Farmer-Patrick (USA) | 53,69    | Janeene Vickers (USA)                                                                  | 54,31    |
| 4×100 m detalii              | Statele Unite ale Americii (USA) · Evelyn Ashford · Esther Jones · Carlette Guidry · Gwen Torrence · Michelle Finn*               | 42,11    | Echipa Unificată (EUN) · Olga Bogoslovskaia · Galina Malciugina · Marina Trandenkova · Irina Privalova                              | 42,16    | Nigeria (NGR) · Beatrice Utondu · Faith Idehen · Christy Opara-Thompson · Mary Onyali  | 42,81    |
| 4×400 m detalii              | Echipa Unificată (EUN) · Elena Ruzina · Liudmîla Djîhalova · Olga Nazarova · Olga Brîzhina · Lilia Nurutdinova* · Marina Șmonina* | 3:20,20  | Statele Unite ale Americii (USA) · Natasha Kaiser · Gwen Torrence · Jearl Miles · Rochelle Stevens · Denean Hill* · Dannette Young* | 3:20,92  | Marea Britanie (GBR) · Phylis Smith · Sandra Douglas · Jennifer Stoute · Sally Gunnell | 3:24,23  |
| Maraton detalii              | Valentina Egorova (EUN) | 2:32:41  | Yuko Arimori (JPN) | 2:32:49  | Lorraine Moller (NZL)                                                                  | 2:33:59  |
| 10 km marș detalii           | Chen Yueling (CHN) | 44:32    | Elena Nikolaieva (EUN) | 44:33    | Li Chunxiu (CHN)                                                                       | 44:41    |
| Săritura în înălțime detalii | Heike Henkel (GER) | 2,02 m   | Galina Astafei (ROM) | 2,00 m   | Joanet Quintero (CUB)                                                                  | 1,97 m   |
| Săritura în lungime detalii  | Heike Drechsler (GER) | 7,14 m   | Inesa Kraveț (EUN) | 7,12 m   | Jackie Joyner-Kersee (USA)                                                             | 7,07 m   |
| Aruncarea greutății detalii  | Svetlana Kriveliova (EUN) | 21,06 m  | Huang Zhihong (CHN) | 20,47 m  | Kathrin Neimke (GER)                                                                   | 19,78 m  |
| Aruncarea discului detalii   | Maritza Martén (CUB) | 70,06 m  | Țvetanka Hristova (BUL) | 67,78 m  | Daniela Costian (AUS)                                                                  | 66,24 m  |
| Aruncarea suliței detalii    | Silke Renk (GER) | 68,34 m  | Natalia Șikolenko (EUN) | 68,26 m  | Karen Forkel (GER)                                                                     | 66,86 m  |
| Heptatlon detalii            | Jackie Joyner-Kersee (USA) | 7044     | Irina Belova (EUN) | 6845     | Sabine Braun (GER)                                                                     | 6649     |

* Atleta a concurat doar în etapele calificatorii, dar nu și în finală

## Clasament pe medalii
| Loc   | Țară                       | Aur | Argint | Bronz | Total |
| ----- | -------------------------- | --- | ------ | ----- | ----- |
| 1     | Statele Unite ale Americii | 12  | 8      | 10    | 30    |
| 2     | Echipa Unificată           | 7   | 11     | 3     | 21    |
| 3     | Germania                   | 4   | 1      | 5     | 10    |
| 4     | Kenya                      | 2   | 4      | 2     | 8     |
| 5     | Cuba                       | 2   | 1      | 4     | 7     |
| 6     | Spania                     | 2   | 1      | 1     | 4     |
| 7     | Marea Britanie             | 2   | 0      | 4     | 6     |
| 8     | Cehoslovacia               | 2   | 0      | 0     | 2     |
| 9     | China                      | 1   | 1      | 2     | 4     |
| 10    | Canada                     | 1   | 1      | 1     | 3     |
| 11    | Maroc                      | 1   | 1      | 0     | 2     |
| 12    | Etiopia                    | 1   | 0      | 2     | 3     |
| 13    | Algeria                    | 1   | 0      | 0     | 1     |
| 13    | Franța                     | 1   | 0      | 0     | 1     |
| 13    | Grecia                     | 1   | 0      | 0     | 1     |
| 13    | Lituania                   | 1   | 0      | 0     | 1     |
| 13    | Olanda                     | 1   | 0      | 0     | 1     |
| 13    | Coreea de Sud              | 1   | 0      | 0     | 1     |
| 19    | Jamaica                    | 0   | 3      | 1     | 4     |
| 20    | Japonia                    | 0   | 2      | 0     | 2     |
| 20    | Namibia                    | 0   | 2      | 0     | 2     |
| 22    | Bulgaria                   | 0   | 1      | 1     | 2     |
| 22    | Nigeria                    | 0   | 1      | 1     | 2     |
| 24    | Finlanda                   | 0   | 1      | 0     | 1     |
| 24    | Mexic                      | 0   | 1      | 0     | 1     |
| 24    | România                    | 0   | 1      | 0     | 1     |
| 24    | Africa de Sud              | 0   | 1      | 0     | 1     |
| 24    | Suedia                     | 0   | 1      | 0     | 1     |
| 29    | Australia                  | 0   | 0      | 2     | 2     |
| 30    | Bahamas                    | 0   | 0      | 1     | 1     |
| 30    | Columbia                   | 0   | 0      | 1     | 1     |
| 30    | Italia                     | 0   | 0      | 1     | 1     |
| 30    | Noua Zeelandă              | 0   | 0      | 1     | 1     |
| 30    | Polonia                    | 0   | 0      | 1     | 1     |
| 30    | Qatar                      | 1   | 0      | 1     | 1     |
| Total | Total                      | 43  | 43     | 45    | 131   |